# Bruno Petković
Bruno Petković (phát âm tiếng Serbia-Croatia: [brǔːno pêtkoʋitɕ]; sinh ngày 16 tháng 9 năm 1994) là một cầu thủ bóng đá chuyên nghiệp người Croatia hiện đang thi đấu ở vị trí tiền đạo cắm cho câu lạc bộ HNL Dinamo Zagreb và đội tuyển bóng đá quốc gia Croatia.
Petković sinh ra tại Metković, Croatia. Thần tượng bóng đá thời thơ ấu của anh là Ronaldo và Zlatan Ibrahimović.

## Sự nghiệp

### Calcio Catania
Ngày 27 tháng 8 năm 2012, Petković chính thức chuyển sang khoác áo Calcio Catania. Anh có lần đầu tiên được đôn lên đội một vào ngày 27 tháng 1 năm 2013 trong chiến thắng 2–1 trước Fiorentina tại Serie A. Trận ra mắt giải đấu của anh diễn ra vào ngày thi đấu cuối cùng của Serie A 2012-13, khi anh vào sân ở phút thứ 89 trong trận hòa 2–2 trên sân khách với Torino. Trước mùa giải Serie A 2013-14, Petković chính thức được đôn lên đội một và mang áo số 32.

### Trapani và Bologna
Tháng 1 năm 2016, Petković chuyển tới Serie B chơi cho Trapani. Anh ghi được 7 bàn thắng ở giai đoạn lượt về Serie B giúp câu lạc bộ suýt nữa được thăng hạng Serie A, nhưng tiếc rằng họ thất bại trong trận play-off cuối cùng trước Pescara. Ở mùa giải tiếp, anh ghi được 3 bàn ở lượt đi Serie B 2017–18. Ngày 12 tháng 1 năm 2017, Petković được Bologna mua về với giá 1,2 triệu euro. Anh có tổng cộng 21 lần ra sân tại Serie A cho câu lạc bộ này trước khi được mang cho Hellas Verona mượn vào ngày 11 tháng 1 năm 2018.

### Dinamo Zagreb
Ngày 6 tháng 8 năm 2018, anh gia nhập Dinamo Zagreb theo dạng cho mượn 1 mùa giải kèm điều khoản mua đứt nếu thi đấu tốt. Ngày 25 tháng 8, anh ghi bàn thắng đầu tiên cho câu lạc bộ giúp Dinamo thắng Lokomotiva với tỷ số 1–0 trên sân nhà. Sau đó, Petković trở thành nhân tố quan trọng của đội bóng. Trong trận gặp Viktoria Plzeň trên sân nhà tại vòng 32 đội UEFA Europa League 2018–19, anh đã toả sáng khi kiến tạo bàn đầu tiên và ghi bàn cuối cùng giúp Dinamo Zagreb giành chiến thắng 3–0. Ở trận gặp Benfica tại lượt đi vòng 16 đội, anh là cầu thủ duy nhất ghi bàn giúp đội nhà thắng 1–0. Thế nhưng, Benfica đã lội ngược dòng đánh bại Dinamo 3–0 tại Sân vận động Ánh sáng sau 120 phút. Anh kết thúc mùa giải đầu tiên tại câu lạc bộ với 11 bàn thắng và 5 đường kết tạo sau 37 trận đấu tính trên mọi đấu trường.
Vào ngày 16 tháng 12 năm 2021, trong trận gặp Istra 1961, anh được tung vào sân để thay cho Komnen Andrić. Dinamo Zagreb được hưởng quả phạt đền  vào phút 90 sau pha phạm lỗi của thủ môn Ivan Lucic. Anh được lãnh trọng trách đá phạt đền. Sau đó anh dừng 1 lúc, sau đó chạy đà 1 cách chậm rãi. Thủ môn lúc đó của Istra 1961 đã đổ hướng về phía bên phải. Đến lúc này thì gần như đã quá dễ dàng đối với Bruno, anh sút nhẹ về phía bên trái khung thành. Trọng tài đã quan sát rất kĩ, ông nghĩ anh đã thực hiện quả phạt đền 1 cách không đúng luật. Sau đó trọng tài rút thẻ vàng cho anh và hủy quả phạt đền. Nên nhớ trước lúc đó anh đã nhận 1 thẻ vàng, vì thế anh đã nhận 1 thẻ đỏ.

## Sự nghiệp quốc tế
Ở cấp độ trẻ, anh có một lần duy nhất ra sân cho U21 Croatia trong trận đấu với U21 Liechtenstein vào ngày 13 tháng 8 năm 2013. Trong trận đấu này, anh ghi được 1 bàn thắng góp công vào chiến thắng 5–0.
Ngày 11 tháng 3 năm 2019, anh lần đầu được gọi lên tuyển Croatia để thay thế Marko Pjaca bị chấn thương. Anh có trận ra mắt vào ngày 21 tháng 3 năm 2019 tại vòng loại EURO 2020 gặp Azerbaijan. Anh ghi bàn thắng đầu tiên cho đội tuyển vào ngày 11 tháng 6 trong trận giao hữu với Tunisia.
Anh là nhân tố quan trọng trong chiến dịch vòng loại Euro 2020 thành công của Croatia khi ghi 4 bàn và có 1 kiến tạo. Anh đã kết thúc vòng loại với tư cách là tay săn bàn hàng đầu của bảng đấu.

## Thống kê sự nghiệp

### Câu lạc bộ
Tính đến ngày 19 tháng 5 năm 2021
| Câu lạc bộ            | Mùa giải       | Giải đấu       | Giải đấu | Giải đấu | Cúp  | Cúp | Châu Âu | Châu Âu | Khác | Khác | Tổng cộng | Tổng cộng |
| Câu lạc bộ            | Mùa giải       | Hạng           | Trận     | Bàn      | Trận | Bàn | Trận    | Bàn     | Trận | Bàn  | Trận      | Bàn       |
| --------------------- | -------------- | -------------- | -------- | -------- | ---- | --- | ------- | ------- | ---- | ---- | --------- | --------- |
| Catania               | 2012–13        | Serie A        | 1        | 0        | 0    | 0   | —       | —       | —    | —    | 1         | 0         |
| Catania               | 2013–14        | Serie A        | 4        | 0        | 0    | 0   | —       | —       | —    | —    | 4         | 0         |
| Catania               | Tổng cộng      | Tổng cộng      | 5        | 0        | 0    | 0   | —       | —       | —    | —    | 5         | 0         |
| Varese (mượn)         | 2014–15        | Serie B        | 8        | 1        | 1    | 0   | —       | —       | —    | —    | 9         | 1         |
| Reggiana (mượn)       | 2014–15        | Lega Pro       | 15       | 4        | 0    | 0   | —       | —       | 3    | 0    | 18        | 4         |
| Virtus Entella (mượn) | 2015–16        | Serie B        | 13       | 1        | 0    | 0   | —       | —       | —    | —    | 13        | 1         |
| Trapani               | 2015–16        | Serie B        | 18       | 7        | 0    | 0   | —       | —       | 3    | 0    | 21        | 7         |
| Trapani               | 2016–17        | Serie B        | 17       | 3        | 0    | 0   | —       | —       | —    | —    | 17        | 3         |
| Trapani               | Tổng cộng      | Tổng cộng      | 35       | 10       | 0    | 0   | 0       | 0       | 3    | 0    | 38        | 10        |
| Bologna               | 2016–17        | Serie A        | 12       | 0        | 0    | 0   | —       | —       | —    | —    | 12        | 0         |
| Bologna               | 2017–18        | Serie A        | 9        | 0        | 1    | 0   | —       | —       | —    | —    | 10        | 0         |
| Bologna               | Tổng cộng      | Tổng cộng      | 21       | 0        | 1    | 0   | 0       | 0       | 0    | 0    | 22        | 0         |
| Hellas Verona (mượn)  | 2017–18        | Serie A        | 16       | 0        | 0    | 0   | —       | —       | —    | —    | 16        | 0         |
| Dinamo Zagreb         | 2018–19        | Prva HNL       | 25       | 9        | 5    | 1   | 9       | 2       | —    | —    | 39        | 12        |
| Dinamo Zagreb         | 2019–20        | Prva HNL       | 25       | 7        | 2    | 1   | 12      | 5       | 1    | 0    | 40        | 13        |
| Dinamo Zagreb         | 2020–21        | Prva HNL       | 25       | 9        | 4    | 1   | 13      | 4       | 0    | 0    | 42        | 14        |
| Dinamo Zagreb         | Tổng cộng      | Tổng cộng      | 75       | 25       | 11   | 3   | 34      | 11      | 1    | 0    | 121       | 39        |
| Tổng sự nghiệp        | Tổng sự nghiệp | Tổng sự nghiệp | 188      | 40       | 13   | 3   | 34      | 11      | 7    | 0    | 242       | 54        |

1. ↑  Bao gồm Coppa Italia và Cúp quốc gia Croatia

### Quốc tế
Tính đến ngày 26 tháng 3 năm 2024.
| Đội tuyển | Năm  | Số trận | Bàn thắng |
| --------- | ---- | ------- | --------- |
| Croatia   | 2019 | 8       | 5         |
| Croatia   | 2020 | 5       | 1         |
| Croatia   | 2021 | 8       | 0         |
| Croatia   | 2022 | 8       | 1         |
| Croatia   | 2023 | 5       | 3         |
| Croatia   | 2024 | 2       | 1         |
| Tổng      | Tổng | 36      | 11        |

#### Bàn thắng quốc tế
| #  | Ngày                 | Địa điểm                                          | Đối thủ    | Bàn thắng | Kết quả        | Giải đấu                    |
| -- | -------------------- | ------------------------------------------------- | ---------- | --------- | -------------- | --------------------------- |
| 1  | 11 tháng 6 năm 2019  | Sân vận động Varteks, Varaždin, Croatia           | Tunisia    | 1–1       | 1–2            | Giao hữu                    |
| 2  | 6 tháng 9 năm 2019   | Sân vận động Anton Malatinský, Trnava, Slovakia   | Slovakia   | 3–0       | 4–0            | Vòng loại UEFA Euro 2020    |
| 3  | 10 tháng 10 năm 2019 | Sân vận động Poljud, Split, Croatia               | Hungary    | 2–0       | 3–0            | Vòng loại UEFA Euro 2020    |
| 4  | 10 tháng 10 năm 2019 | Sân vận động Poljud, Split, Croatia               | Hungary    | 3–0       | 3–0            | Vòng loại UEFA Euro 2020    |
| 5  | 16 tháng 11 năm 2019 | Sân vận động Rujevica, Rijeka, Croatia            | Slovakia   | 2–1       | 3–1            | Vòng loại UEFA Euro 2020    |
| 6  | 5 tháng 9 năm 2020   | Sân vận động Dragão, Porto, Bồ Đào Nha            | Bồ Đào Nha | 1–3       | 1–4            | UEFA Nations League 2020–21 |
| 7  | 9 tháng 12 năm 2022  | Sân vận động Thành phố Giáo dục, Al Rayyan, Qatar | Brasil     | 1–1       | 1–1 (pso: 4–2) | FIFA World Cup 2022         |
| 8  | 14 tháng 6 năm 2023  | De Kuip, Rotterdam, Hà Lan                        | Hà Lan     | 3–2       | 4–2            | UEFA Nations League 2022–23 |
| 9  | 8 tháng 9 năm 2023   | Sân vận động Rujevica, Rijeka, Croatia            | Latvia     | 1–0       | 5–0            | Vòng loại UEFA Euro 2024    |
| 10 | 8 tháng 9 năm 2023   | Sân vận động Rujevica, Rijeka, Croatia            | Latvia     | 3–0       | 5–0            | Vòng loại UEFA Euro 2024    |
| 11 | 26 tháng 3 năm 2023  | Sân vận động Misr, Cairo, Ai Cập                  | Ai Cập     | 2–1       | 4–2            | Giao hữu                    |

## Danh hiệu
Dinamo Zagreb
- Prva HNL: 2018–19, 2019–20
- Croatian Super Cup: 2019

Cá nhân
- Football Oscar – Best Prva HNL player: 2020
- Football Oscar – Prva HNL Team of the Year: 2019, 2020
- Prva HNL Player of the Year (Tportal): 2019[17]

Đội tuyển quốc gia Croatia
- Hạng ba FIFA World Cup: 2022
- Á quân UEFA Nations League: UEFA Nations League 2022–23